# Kurpfälzische Hofapotheke

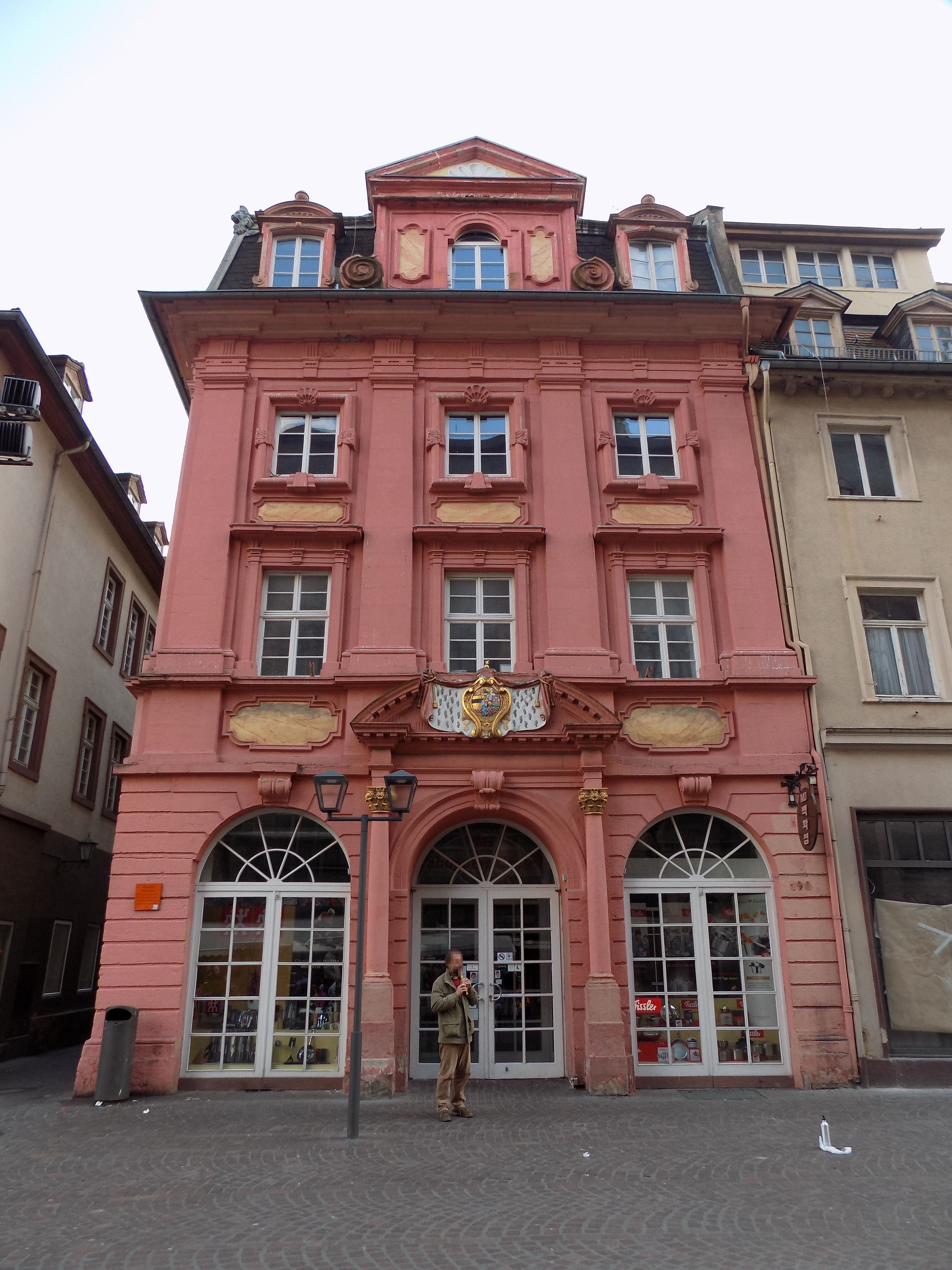
Hofapotheke

Die Kurpfälzische Hofapotheke ist ein denkmalgeschütztes Barockgebäude in Heidelberg. Obwohl die Apotheke schon im 19. Jahrhundert auszog, hat sich der Name für das Haus bis in die heutige Zeit tradiert.
Die Hofapotheke ist an dieser Stelle seit 1404 belegt. Damals kaufte der Apotheker von Kurfürst Ruprecht I. das Haus von Albrecht von Erligheim. Wie fast alle Häuser in Heidelberg wurde auch die Apotheke im Pfälzischen Erbfolgekrieg zerstört. Das heutige Gebäude wurde dann 1701 von Johann Dietrich Hofstatt erbaut, vermutlich nach Plänen von Johann Jakob Rischer. 1878 zog die Apotheke in die Sofienstraße 11. Danach erfuhr das Haus verschiedene Nutzungen und bauliche Veränderungen, 1897 das Dachgeschoss, 1927 im Erdgeschoss und 1. Obergeschoss, 1982 wurde die Fassade renoviert.
Die Kurpfälzische Hofapotheke befindet sich in der Hauptstraße an der Ecke zum Marktplatz in der Heidelberger Altstadt, gegenüber der Heiliggeistkirche. Sie bildet das Gegenstück des Renaissance-Hauses zum Ritter. Das Erdgeschoss besitzt zur Hauptstraße Arkadenfenster und ein Ädikulaportal. Im Sprenggiebel über dem Eingang wurde in der zweiten Hälfte des 18. Jahrhunderts das prächtige Wappen von Kurfürst Carl Theodor angebracht. Die Obergeschosse sind mit dorischen Pilastern gegliedert. Das Zwerchhaus mit Dreiecksgiebel am Dachgeschoss wurde wohl 1897 so gestaltet, bis in die 1960er befanden sich hier zwei Putten. Die Fassade zur Apothekergasse ist wesentlich schlichter gestaltet mit Ohrenfenstern. Im Innern befindet sich durch die verschiedenen Nutzungsänderungen im Laufe der Jahrhunderte fast nichts im Originalzustand.